# Cato Maximilian Guldberg
Cato Maximilian Guldberg (Oslo, 11 de agosto de 1836 — Oslo, 14 de janeiro de 1902) foi um matemático e químico norueguês.

## Carreira
Guldberg trabalhou na Universidade de Oslo. Propôs, juntamente com seu cunhado Peter Waage, a lei de ação das massas. Esta lei passou despercebida, até que, em 1877, Jacobus Henricus van 't Hoff obteve uma relação similar e demonstrou experimentalmente sua validade.
Em 1890 publicou o que é atualmente conhecido como a lei de Guldberg, que estabelece que o ponto de ebulição normal de um líquido é dois terços do ponto crítico quando medido na escala absoluta.
De 1866 a 1868, de 1869 a 1874 e de 1874 a 1875 foi diretor da Sociedade Politécnica da Noruega.

## Publicações
- Waage, P.; C. M. Guldberg (1864). «Studies Concerning Affinity». Norwegian Academy of Science and Letters. Forhandlinger: Videnskabs – Selskabet I Christinia. 35 páginas
- Abrash, Henry I.; Gulberg, C. M. (1986). «Studies Concerning Affinity». Journal of Chemical Education. 63 (12): 1044–1047. Bibcode:1986JChEd..63.1044W. doi:10.1021/ed063p1044- English translation of Waage and Guldberg's 1864 paper (above)